# Krasnyj Krym
Il Krasnyj Krym (in russo Красный Крым? - Crimea Rossa) è stato un incrociatore leggero della Marina militare sovietica, prima unità della classe Svetlana.
Varato inizialmente per la Marina imperiale russa con il nome di Svetlana (Светлана) nel novembre 1915, a causa degli eventi della prima guerra mondiale e della guerra civile russa l'incrociatore non fu completato prima del 1926; attivo durante la seconda guerra mondiale, servì operativamente nel teatro del Mar Nero. Ridotto al ruolo di nave scuola nel 1954, fu infine radiato e avviato alla demolizione nel 1959.

## La costruzione
Nel 1912 il Consiglio per la difesa decise il rafforzamento della flotta russa per cui venne effettuato l'ordine alla Società russo baltica per la meccanica e la cantieristica.
La nuova classe di incrociatori leggeri venne chiamata Svetlana in onore dell'incrociatore omonimo colato a picco durante la Battaglia di Tsushima. Tuttavia quasi subito dopo l'inizio dei lavori di costruzione il lavoro venne trasferito presso gli impianti di Reval, l'odierna Tallinn. A causa della scarsezza di materiali, la costruzione poté iniziare soltanto nel 1914. L'entrata in guerra della Russia nella prima guerra mondiale rallentò ulteriormente i lavori e dato che la ditta Vulcan, fornitrice di buona parte dei materiali meccanici (caldaie, pistoni, e parti dei motori in generale) era tedesca, il progetto subì un brutto colpo. A causa della rapida avanzata tedesca lungo le coste del Baltico che aveva portato alla perdita di Riga e dell'arcipelago delle isole estoni, e per questo il fronte si era pericolosamente avvicinato ai cantieri dove era in costruzione la neve, a partire dal 13 novembre 1917 tutti i materiali e le attrezzature necessarie per il completamento della nave vennero trasferiti via treno a Pietrogrado mentre la nave venne anch'essa rimorchiata ai Cantieri dell'ammiragliato per completarne la costruzione.

### Il completamento della nave
Dopo l'inizio della Rivoluzione d'ottobre la Società Russo-Baltica per le costruzioni navali fece tutto il possibile per riprendere i lavori e completare la nave, ma dopo la decisione del Consiglio dei commissari del popolo della RSFSR di smobilitare la marina da guerra, il progetto venne abbandonato e la nave rimase ferma nel bacino di carenaggio. Nel 1924 la nave venne trasferita allo Stabilimento baltico e i lavori per il completamento dell'incrociatore vennero ripresi; la nave aveva però accumulato molta ruggine e sporcizia nei sette anni in cui era rimasta ferma, inoltre diverse attrezzature posizionate a bordo erano state rimosse. Con l'inizio dei lavori di manutenzione sulla nave venne anche revisionato il progetto e apportate alcune modifiche. Data la scarsità di fondi le modifiche apportate furono poche: sostituzione dei 4 cannoni contraerei da 63mm con nove da 75mm e aggiunta di due tubi lanciasiluri da 450mm. Per il resto il progetto rimase invariato. Il 5 febbraio 1925 l'incrociatore cambiò nome in Profintern. Nell'ottobre 1926 venne varato e trasferito a Kronštadt per ultimare l'allestimento e il 26 aprile 1926 il Profintern fu ufficialmente pronto. Nonostante il notevole sovraccarico la nave sviluppò una velocità massima di 29 nodi durante i test e una potenza di 59.200 cavalli vapore sulla macchina (non all'asse, che si misura in SHP, shaft horsepower). In conformità con l'ordine del 1º luglio 1928, l'incrociatore leggero Profintern entrò nelle forze navali del Mar Baltico e innalzò la bandiera della Flotta Rossa degli operai e dei contadini.

## Descrizione della struttura
L'incrociatore è lungo 158,4 metri fuori tutto (154,8 metri alla linea di galleggiamento) e largo 15,1 metri senza blindatura (con blindatura 15,35 metri). Lo scafo della nave è diviso in sezioni con l'aiuto di paratie stagne longitudinali e trasversali. Inoltre, per rendere la nave più resistente, le caldaie e le turbine erano state posizionate in varie sezioni protette da paratie in modo da metterle al sicuro dall'acqua anche in caso di falla.

### Scafo e corazzatura
La corazza dell'incrociatore si estende su due anelli posizionati in modo tale da proteggerla dai suoi principali pericoli: l'ossidazione marina che corrode l'acciaio e le artiglierie dei cacciatorpediniere e incrociatori leggeri nemici. La prima cintura corazzata era posizionata tra il bordo e i ponti superiore e inferiore, mentre la seconda cintura corazzata esterna alla prima era tra il bordo e il ponte inferiore; ci sarebbe dovuta essere anche una terza cintura corazzata che però non venne mai realizzata in quanto si sarebbe dovuta trovare sotto la linea di galleggiamento. La seconda cintura corazzata, di spessore maggiore proteggeva i centri nevralgici della nave (sala caldaie e sala macchine). La prima cintura corazzata aveva uno spessore minimo di 25 mm ed era costituita di lamiere di acciaio Krupp.  La principale cintura corazzata di 75 mm di spessore era situata sotto e si estendeva quasi per tutta la lunghezza della nave. Questa cintura consisteva in lastre cementate di acciaio Krupp con un'altezza di 2,1 metri. Nell'area della centina 125, la cintura terminava con una traversa corazzata di 50 mm di spessore. La parte inferiore della cintura corazzata principale cadeva sotto la linea di galleggiamento di 1,2 metri e poggiava sui bordi laterali della piattaforma, e la parte superiore chiudeva il profilo del piano di calpestio del ponte inferiore. La coperta dei ponti inferiore e superiore aveva uno spessore di 20 mm. La poppa, a partire dalla traversa corazzata, era protetta da un'armatura da 25 mm. I fumaioli dell'incrociatore dal ponte superiore a quello inferiore (il primo fumaiolo - al ponte del serbatoio) erano protetti da un'armatura da 20 mm. Sopra il ponte superiore, tutti gli ascensori delle munizioni che alimentavano i cannoni avevano involucri blindati di acciaio Krupp non cementato con uno spessore di 25 mm. La plancia di comando consisteva in due strati e aveva una parete verticale 75mm di corazzatura cementata Krupp e il tetto blindato con una corazzatura da 50 mm di spessore. A protezione dei numerosi cavi elettrici per il controllo dell'imbarcazione, del sistema di controllo del tiro dell'artiglieria delle varie apparecchiature di controllo telefonico e telegrafico installate nella torretta c'era una speciale blindatura in acciaio forgiato da 75 mm. Diversamente che nelle altre zone era assente un'ulteriore rinforzo per la zona delle caldaie mentre era completamente assente la blindatura per i fumaioli sopra il ponte superiore; tali elementi furono giudicati una mancanza importante dal Comitato di costruzione navale del Ministero della marina (l'erede del Морское министерство Российской империи - Morskoe Ministerstvo Rossijskoj Imperii zarista).

### Apparato motore
Sull'incrociatore in conformità con le specifiche di progetto vennero installate turbine a vapore di tipo "Curtis-AEG-Vulkan". Il gruppo di turbine (ad ingranaggi) di questo tipo, prodotte dai cantieri Vulkan, aveva una potenza nominale complessiva di 50.000 SHP. La velocità nominale della turbina era di 650 giri/min e la pressione di vapore iniziale prima degli ugelli era di 14 kg/cm² (SGS). La turbina di retromarcia, collocata in una zona posta anteriormente e separata dalla struttura della turbina principale, immediatamente adiacente alla sede degli ingranaggi di conversione della potenza, sviluppava circa il 35% della potenza sviluppata dalla turbina con marcia avanti. Tutte e quattro le turbine installate sull'incrociatore erano completamente autonome, rappresentando unità separate che operavano sui rispettivi alberi di trasmissione. Due turbine anteriori funzionavano sugli alberi esterni destro e sinistro e le due turbine di poppa sugli alberi interni sinistro e destro. Questa disposizione delle turbine assicurava un'elevata capacità di sopravvivenza della nave, dando alla nave una buona manovrabilità e anche approssimativamente la stessa lunghezza di alberi di trasmissione. Secondo il progetto, l'impianto a turbina garantiva all'incrociatore una potenza totale di 50.000 cavalli, che consentiva una velocità di 29,5 nodi. Nella parte posteriore, la potenza delle turbine era di circa 20.000 cavalli. Come fonte di vapore per le turbine sull'incrociatore vennero installate quattro caldaie universali (carbone/petrolio) e nove a petrolio del tipo Yarrow-Vulkan con una pressione di vapore di 17,0 kg/cm². Le caldaie vennero installate in sette alloggiamenti; nel primo alloggiamento si trovava una caldaia, e nei restanti due caldaie ognuno. La massa totale della centrale di vapore era di 1950 tonnellate. Una capacità di carburante normale di circa 370-500 tonnellate di petrolio e 130 tonnellate di carbone permetteva alla nave di viaggiare a una velocità di 29,5 nodi (per 470 miglia nautiche) e con il motore a petrolio di navigare a una velocità di 24,0 nodi (per 576 miglia nautiche).

## Armamento della nave

### Artiglieria
Il calibro principale consisteva in quindici cannoni da 130/53 mm (B-7 modello 1913, 130/55 nella nomenclatura russa/sovietica). L'angolo di orientamento verticale dei cannoni variava da -5° a + 30°, orizzontale - 360°. Munizioni totali - 2.625 colpi

### Artiglieria antiaerea

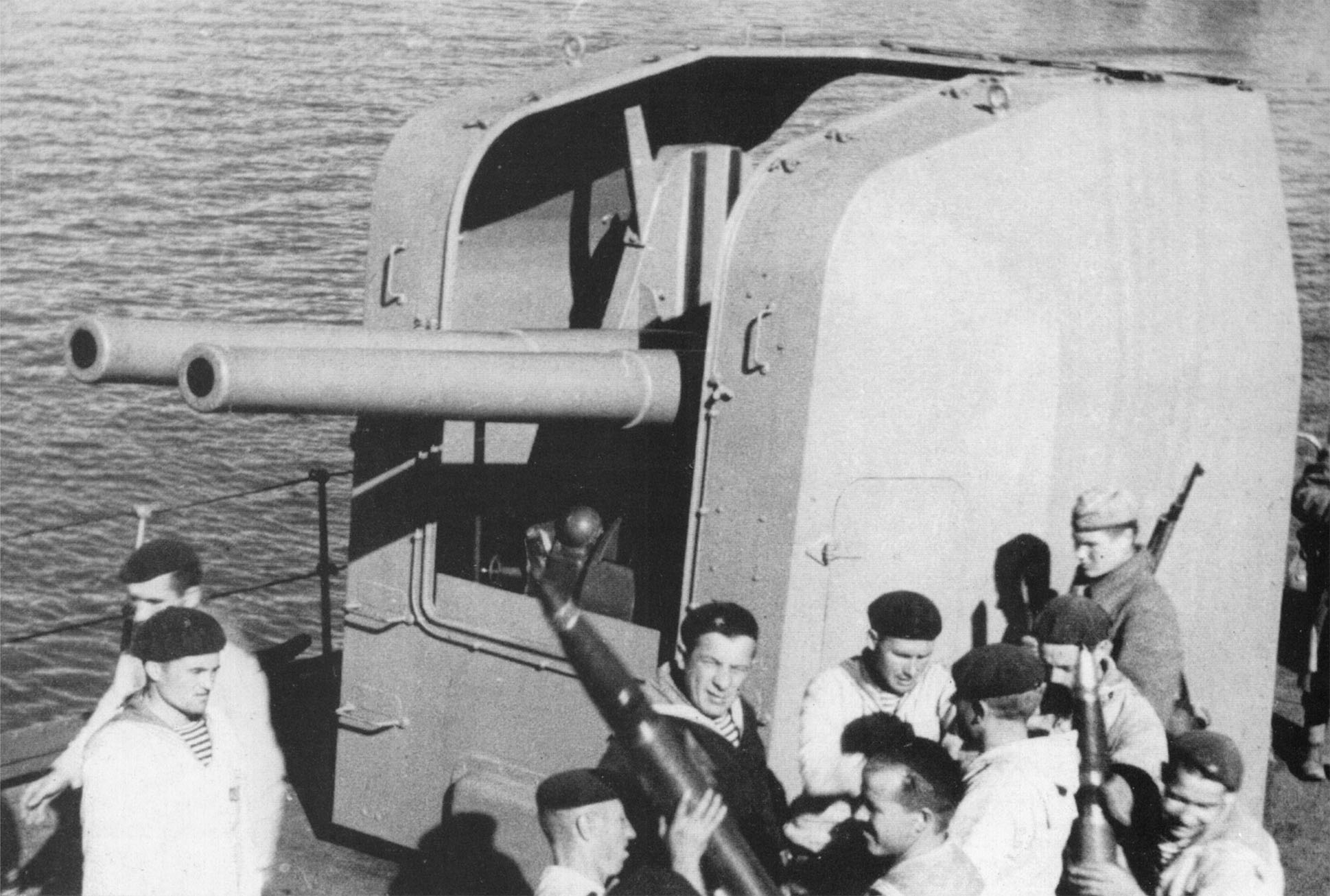
Sistema binato Minisini 2x100/47-мм

La dotazione originale della nave era costituita da:
- quattro cannoni da 75/48 mm (Modello 1892, 75/50 nella nomenclatura locale), sostituiti nel Dicembre 1936 da:
tre impianti binati da 100/47 mm (100/50) del sistema Minizini, di produzione italiana; un impianto era installato su una piattaforma, due sul castello di poppa. L'angolo di orientamento verticale delle canne variava da -5 ° a + 78 °, in orizzontale per 360 ° completi; munizioni totali - 1621 colpi.
In epoche diverse vennero installate a bordo altre armi antiaeree:
- Nel 1938 quattro cannoni antiaerei semi-automatici da 45/43 mm (21-K, 45/46), montati due sul lato nella parte posteriore del castello centrale tra il primo e il secondo fumaiolo. L'alzo verticale varia da -10° a + 85°, il brandeggio orizzontale era di 360°. Munizioni totali: 3050 colpi. Vennero sbarcati nel Luglio 1944.
- Nel 1942 dieci cannoni automatici antiaerei da 37/63 mm (70-K, 37/67). L'angolo di orientamento verticale delle canne era da -10° a + 85°, il brandeggio orizzontale era di 360°. Munizioni totali: 10 440 colpi. Nel Luglio 1944 ne vennero aggiunti altri quattro in sostituzione dei 45/43.
- Sempre nel 1942 due mitragliatrici Vickers quadruple da 12,7 mm installate sulla sovrastruttura di poppa. Munizioni totali: 24 000 cartucce.
- Nel 1938 sette mitragliatrici antiaeree da 12,7 mm SŠK modello 1937, tre vennero successivamente sbarcate con munizioni totali per 11.930 colpi.

### Mine-siluri e armamenti antisommergibili
L'armamento silurante dell'incrociatore consisteva in due tubi lanciasiluri a 5 tubi da 533 mm della 39ª e della 10ª serie. Il set di amplificazione consisteva di sei siluri del tipo 53-38, che erano nei veicoli.
Le armi antisommergibili erano rappresentate da sei palette per le bombe di profondità del tipo M-1 e due carrelli per le bombe di profondità del tipo B-1. Lo stock di bombe era: dieci bombe di profondità B-1 e venti-M-1.
Come arma indiretta d'alto mare, la nave poteva trasportare fino a 90 mine di tipo KB-3 o fino a 100 mine marine del modello del 1926 sul ponte superiore.

### Armamento chimico e anti aggressivi chimici
Per il rilascio di cortine fumogene per mascheratura, l'incrociatore era equipaggiato con equipaggiamento da fumo DA-2B con un tempo di funzionamento continuo fino a 30 minuti e 30 fumogeni offshore del tipo MDS. Lo stock di fumo in barili era di 860 chilogrammi.
La protezione anti-chimica era fornita da tre filtri FPK-300, lo stock di sostanze degassificanti a bordo era: 2,5 tonnellate di sostanze chimiche solide e 300 chilogrammi di liquido. Per proteggere il personale erano stati forniti 582 set di indumenti protettivi speciali.

### Apparecchiature di navigazione e comunicazione (dati relativi al novembre 1943)
Le apparecchiature di navigazione nave includevano: cinque bussole magnetiche da 127 mm, un giroscopio "Kurs-II" Mk X, una sirena MS-2.
I mezzi di comunicazione erano rappresentati da: due transceiver "Reid" e uno modello RB-38; Trasmettitori radio Škval-M, Breeze, Uragan e due trasmettitori "Buxta"; Ricevitori radio KUB-4 (1 set), 45-PC-1 (3 set) e Dozor (3 set).

### Equipaggio
Nel novembre del 1943 l'equipaggio dell'incrociatore leggero Krasnyj Krym era costituito da 48 ufficiali, 148 sottufficiali e 656 marinai - in tutto 852 uomini.

## Revisione dell'incrociatore

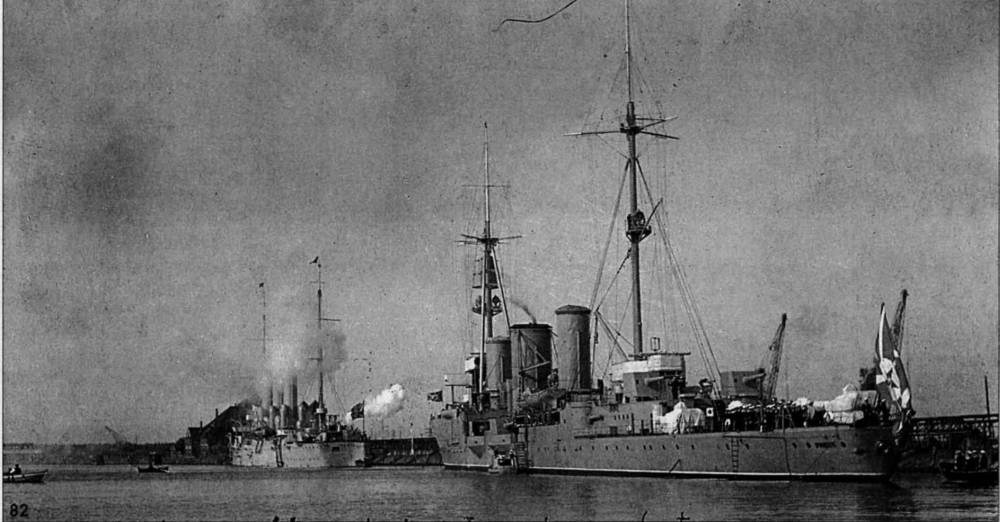
Gli incrociatori «Profintern» e «Avrora» a Swinemünde, circa 1929.

Nel 1929 l'alto comando della marina sovietica si accorse che l'incrociatore Profintern stava cominciando a divenire obsoleto dunque ordinò il raddobbo della nave. Per prima cosa venne modificato per poter imbarcare un idrovolante e dunque le due gru per poterlo calare in acqua e recuperarlo. Venne inoltre rimosso il lanciasiluri di poppa; quando l'incrociatore arrivò nel 1930 a Sebastopoli venne equipaggiato con altri due tubi lanciasiluri da 450 mm montati in sovrastruttura.
Tra il 1935 e il 1938 vennero effettuati molti lavori di ammodernamento soprattutto all'armamento antiaereo della nave che ne uscì profondamente modificato e migliorato: il sistema binato Minisini di origine italiana (OTO) vide la sostituzione dei cannoni da 47 mm con cannoni da 100 mm, inoltre i lanciasiluri da 450 mm vennero sostituiti con altrettanti tubi del più moderno sistema trohtrubnyh (a quattro tubi) da 533 mm. Altri lavori di ammodernamento vennero effettuati sempre a Sebastopoli, in Crimea, nel 1941 e durante questi lavori vennero revisionati i motori diesel e le caldaie, queste ultime, tutte sostituite con caldaie a combustibile liquido inoltre lo scafo venne ricoperto con una pasta antimagnetica per contrastare le mine. Sempre nel 1941 venne sostituita la coppia di cannoni 21-k da 45 mm di poppa con mitragliatrici Vickers da 12,7 mm; nel 1942 tutti i restanti impianti 21-k vennero sostituiti con i nuovi cannoni da 37 mm k-70. Ulteriori piccoli ammodernamenti alla componente antiaerea della nave vennero effettuati tra il 1943 e il 1944. Oltre a tutti i suddetti fatti di ammodernamento sulla nave durante le riparazioni e le operazioni, sono state cambiate la posizione e il numero di postazioni di artiglieria e mine, telemetri, proiettori, nonché l'aspetto e l'altezza dei montanti.
Il Profintern venne rinominato Krasny Krym il 31 ottobre 1939.

## Impiego operativo durante la seconda guerra mondiale
Alla vigilia della Seconda guerra mondiale venne effettuato un riassetto tattico della Flotta del Mar Nero dell'URSS. Come risultato della riorganizzazione le grandi navi di superficie della flotta vennero raggruppate in uno squadrone, basato a Sebastopoli, e come ammiraglia dello squadrone venne designata la corazzata Parižskaja Kommuna; nello squadrone era compreso un distaccamento di forze d'assalto e una brigata di incrociatori. L'incrociatore Krasnyj Krym venne incluso nella brigata di incrociatori. Insieme al Krasnyj Krym alla vigilia dello scoppio delle ostilità nella brigata vi erano anche gli incrociatori Kraznyi Kavkaz e Chervona Ukraina, la 1ª divisione cacciatorpediniere con unità della classe Novik e la 2ª divisione cacciatorpediniere con unità della Classe Gnevnyj.
Il 22 giugno 1941, ovvero all'inizio dell'operazione Barbarossa, l'incrociatore Krasnyj Krym si trovava nella darsena intitolata a S. Ordžonikidze, dove era in riparazione da maggio. Con l'inizio dei combattimenti, i lavori di riparazione sull'incrociatore furono accelerati e dalla seconda metà di agosto la nave rientrò in servizio.
Dopo la fine delle riparazioni il Krasnyj Krym iniziò quasi immediatamente a svolgere i compiti assegnatigli. Il 22 agosto 1941 un distaccamento navale formato dall'incrociatore Krasnyj Krym, i cacciatorpediniere Frunze e Dzeržinskij vennero in aiuto alla città assediata di Odessa. Le navi consegnarono a Odessa un rifornimento costituito da un primo contingente di marinai volontari di 600 uomini, e poi un secondo contingente di 700 uomini. Dopo lo sbarco delle truppe, un distaccamento di navi sottopose a bombardamento le unità avanzate della XV Divisione di fanteria rumena appostate nei sobborghi degli insediamenti di Sverdlov e Čabanka.
A metà settembre 1941, il comando della Regione Difesa di Odessa con la partecipazione degli alti ufficiali della Flotta del Mar Nero sviluppò un piano per un contrattacco nel distretto di Odessa. Così venne creata una testa di ponte nel villaggio di Grigor'evka che si trovava a 16 chilometri dalla linea del fronte. Trasporti e fuoco di supporto alle truppe vennero garantiti da circa un terzo del reggimento navale del Mar Nero, ovvero gli incrociatori Krasnyj Krym, Krazni Kavkaz e i cacciatorpediniere Bojkij, Bezuprečnyj e Bespoŝadnyj. Il 21 settembre 1941 alle ore 13:30 l'incrociatore Krasnyj Krym partì da Sebastopoli in direzione Odessa, portando oltre un migliaio di uomini della forza da sbarco. La notte del 23 settembre, dopo aver bombardato la zona della testa di ponte con i suoi maggiori calibri, la nave iniziò a calare i mezzi da sbarco. Alle 4 del mattino, dopo aver terminato il trasbordo di uomini e mezzi, l'incrociatore fece rotta per Sebastopoli. Le truppe sbarcate effettuarono poi con successo un contrattacco per alleggerire la pressione nemica nella zona di Odessa. Il 23 settembre 1941 tutto il personale coinvolto nell'operazione ricevette la gratitudine del comando supremo per la difesa di Odessa.
Incapaci di sopportare i colpi dell'esercito tedesco nei pressi di Perekop-Išun, le truppe sovietiche alla fine di ottobre 1941 furono costrette a ritirarsi a Sebastopoli e nella Penisola di Kerč'. Il 30 ottobre 1941 le formazioni avanzate dell'undicesima armata del colonnello generale tedesco Von Manstein, raggiunsero i sobborghi esterni di Sebastopoli. Considerando il pericolo del possibile affondamento delle grandi navi della flotta del Mar Nero con base a Sebastopoli, il comando della flotta decise di spostare lo squadrone a Novorossijsk e Poti. La notte del 1 novembre 1941 il principale gruppo navale lasciò Sebastopoli. Ai fini gestionali e di supporto di artiglieria il primo e il secondo distaccamento di navi, che si trovava nella parte meridionale della Regione Difesa Sebastopoli, vennero lasciati in città e sparsi intorno alla baia di Sebastopoli; consistevano negli incrociatori Krasnyj Krym, Chervona Ukraina e diversi cacciatorpediniere.
Il 21 dicembre 1941, durante la seconda offensiva delle truppe tedesche a Sebastopoli, l'incrociatore Krasnyj Krym, inserito in un distaccamento di navi della squadra del Mar Nero, effettuò il trasporto in città di importanti rinforzi per i difensori, ovvero la 79ª brigata di fanteria di marina.
Nel novembre-dicembre 1941, durante l'assedio di Sebastopoli, l'incrociatore Krasnyj Krym sparò 18 colpi d'artiglieria.
Fra il 28 e li 30 dicembre il Krasnyj Krym prese parte attiva all'operazione anfibia di Kerč-Feodosia, sbarcando con l'aiuto di chiatte uno squadrone di paracadutisti; la nave effettuò il fuoco di copertura per le truppe da sbarco. In totale durante l'operazione di sbarco, l'incrociatore Krasnyj Krym venne sottoposto a undici attacchi aerei, e anche a bombardamento dell'artiglieria, durante il quale undici proiettili caddero sulla nave.
Fra il 15 e il 25 gennaio 1942, l'incrociatore trasportò rifornimenti e truppe durante lo sbarco nella regione di Sudak.
Da gennaio a giugno 1942, l'incrociatore consegnò carichi militari e rinforzi a Sebastopoli, insieme ad altre navi della Flotta del Mar Nero per un totale di 98 viaggi. Durante questo stesso periodo di tempo, l'incrociatore insieme ad altre navi della flotta del Mar Nero svolse il servizio di controbatteria per il distretto difensivo di Sebastopoli. In totale, vennero effettuate 64 azioni di artiglieria e controbatteria, e in alcuni giorni venne aperto il fuoco diverse volte.
(Ordine del commissario della Marina popolare n. 137 del 18 giugno 1942)
Dopo la presa di Sebastopoli da parte della Wehrmacht e la sconfitta del raggruppamento delle truppe sovietiche sulla penisola di Kerč', l'obiettivo principale dei combattimenti nel Mar Nero si spostò nella zona della costa caucasica dell'URSS. Il confronto militare che ebbe luogo durante l'estate del 1942 e l'inverno del 1942-1943, nella zona della costa del Mar Nero e dei bacini fluviali del Don e Kuban', venne denominata Battaglia del Caucaso.
All'inizio di agosto 1942 divenne reale la minaccia di una svolta a favore delle truppe tedesche in direzione di Novorossijsk. In questa prospettiva, le navi della flotta del Mar Nero iniziarono l'evacuazione della città. Entro un mese, il Krasnyj Krym e il cacciatorpediniere Nezamožnik evacuarono più di 10.000 persone e più di 1.000 tonnellate di merci.
Nella seconda metà di ottobre del 1942, insieme ad un distaccamento della flotta, l'incrociatore prese parte al trasferimento delle brigate di fanteria VIII e IX delle guardie da Poti a Tuapse. Il trasferimento di queste unità permise di fermare l'offensiva della Wehrmacht nell'area di Tuapse e stabilizzare la prima linea del fronte.
Per la difesa del Caucaso da luglio a dicembre 1942 le navi della squadra, che comprendeva il Krasnyj Krym, trasferì 47 848 soldati e ufficiali dell'esercito sovietico con relative armi e circa 1.000 tonnellate di rifornimenti militari.
Dal 3 al 4 febbraio 1943 l'incrociatore Krasnyj Krym fece pare di un gruppo di navi che coprivano l'assalto dal mare nell'area operativa dell'insediamento (stanica) di Južnaja Ozerejka durante la battaglia di Novorossijsk.
Nell'ottobre 1943 l'incrociatore entrò a Batumi per riparazioni che durarono fino alla fine dell'estate del 1944.
Il 5 novembre 1944 il Krasnyj Krym ottenne l'onore di guidare uno squadrone di navi da guerra della flotta del Mar Nero al rientro a Sebastopoli. All'ingresso di Mys Kosa Syeverna (Punta Nord), l'artiglieria dell'incrociatore sparò la prima salva di saluto. Sugli alberi delle navi venne issato un segnale con bandiere di segnalazione navale: "Saluti ai vincitori dell'invasore a Sebastopoli".
In totale, durante gli anni di guerra, l'incrociatore eseguì 58 missioni di combattimento. Le artiglierie della nave durante la guerra aprirono il fuoco sulle posizioni delle truppe tedesche, provocando la probabile distruzione di: 4 batterie d'artiglieria, 3 magazzini di munizioni e avrebbero ucciso una quantità di truppe pari a circa un reggimento di fanteria. La nave trasportò oltre 20.000 persone, feriti e cittadini evacuati da Sebastopoli. Durante le operazioni di sbarco a cui partecipò, sbarcò in complessivo circa 10.000 soldati come parte delle forze d'assalto. L'artiglieria antiaerea dell'incrociatore respinse oltre duecento attacchi di aerei nemici.

## Gli anni del dopoguerra
Il 31 maggio 1949 l'incrociatore Krasnyj Krim venne trasformato in nave scuola. Nel luglio 1959, la nave fu radiata dagli elenchi navali della Marina, riclassificata Alloggio galleggiante PKZ-144  e avviato alla demolizione e per il recupero dei materiali e del ferro. Secondo alcuni rapporti, la nave fu affondata alla fine degli anni '50 nella sperimentazione di nuovi tipi di armi.

## Comandanti della nave (1928-1945)
1916-data sconosciuta - A. Saltanov
1921-1923 - L. V. Antonov
1928-1932 - A. A. Kuznecov
1932-1934 - I. S. Jumašev
1934-1935 - M. Z. Moskalenko
1935-1937 - F. S. Markov
1938-1944 - A. Zubkov
1944-1945 - P. A. Mel'nikov

## In ricordo dell'incrociatore Krasnyj Krym
Il 30 luglio 1983, per celebrare il bicentenario della Flotta del Mar Nero nel bel mezzo di acque del golfo di Feodosia è stato installato un memoriale dedicato ai marinai degli incrociatori Krasnyj Krym e Krasnyj Kavkaz, che morirono durante gli sbarchi a Feodosia e vennero sepolti in mare. L'oggetto commemorativo è una boa con una targa su cui sono riportate le informazioni su questo evento.
Il nome Krasnyj Krym venne assegnato all'omonimo cacciatorpediniere della Classe Kashin (per la NATO) noto in URSS come proekt 61 (russo проект 61), che fece parte della Flotta del Mar Nero dal 1970 dal 1993.

## Il supposto affondamento da parte di un MAS italiano
Durante la missione del 3 agosto 1942 a bordo del MAS 568 facente parte del corpo di spedizione della Regia Marina Italiana c'era il sottotenente Emilio Legnani che insieme a tutto il suo equipaggio rivendicò l'affondamento di una grande unità di superficie sovietica, che venne identificata come l'incrociatore Krasnyj Krym. Come abbiamo detto prima la nave risulta addirittura essere sopravvissuta alla guerra, ma l'alto comando italo-tedesco accreditò come avvenuto l'affondamento e quindi Emilio Legnani ricevette la medaglia d'oro al valor militare. Molto probabilmente l'attacco a cui ci si riferisce è quello subito dall'incrociatore Molotov, e proprio in quel periodo l'attacco venne portato quasi in contemporanea da Junkers 88 tedeschi e dai MAS italiani per cui non vi è la certezza che il siluro che colpì la nave sia stato lanciato dagli italiani, ma dato che la falla risulta essere 20 m x 10 m e i siluri tedeschi di norma non avevano la potenza per effettuare un simile danno mentre quelli italiani sì sembra probabile che il colpo sia stato messo a segno da un MAS. Comunque il Molotov non affondò, dovette ridurre la velocità a 10 nodi e con uno sbandamento di 12 gradi, ma riuscì a tornare alla base con le proprie forze. Il Molotov rimase quindi bloccato in cantiere fino al luglio 1943.